# Klemens Dzieduszycki
Klemens Dzieduszycki herbu Sas (ur. 26 lipca 1856 we Lwowie – zm. 7 maja 1923 tamże) – ziemianin, działacz gospodarczy i poseł na galicyjski Sejm Krajowy, hrabia.
Ziemianin, właściciel dóbr Martynów Nowy. Członek i działacz Galicyjskiego Towarzystwa Gospodarskiego, członek jego Komitetu (13 czerwca 1893 - 20 czerwca 1897).
Poseł do Sejmu Krajowego Galicji VI i VII kadencji (1889–1901), wybierany z I kurii obwodu Stryj, z okręgu wyborczego Stryj.
Był autorem dzieła pt. Jan Herburt, kasztelan sanocki. Rys biograficzny z 1879, opisującego Jana Herburta.

## Rodzina
Był synem z drugiego małżeństwa Maurycego Dzieduszyckiego z Natalią Rudnicką h. Lis. Ożeniony z Marią z Jaruntowskich (1866-1950). Mieli czworo dzieci m.in. syna Jerzego Karola Maurycego (1885-1922).